# Findling (Rebsorte)
Findlinge bei Rebsorten werden umgangssprachlich wildwachsende und zunächst unbekannte Sorten bezeichnet, deren Abstammung unklar ist. Der Name wird aber auch als Synonym von bekannten Rebsorten verwendet.
- Franz Kimmig in Oberkirch in Baden-Württemberg selektionierte 1971 eine von ihm gefundene Sorte.[1] Dabei handelt es sich gemäß DNA-Analysen um Bouvier, die unter dem Namen „Findling“ im Sortenregister von Deutschland noch geführt wird.[2] In der internationalen Rebsortendaenbank (VIVC) und deutschen Rebsortendatenbank wird sie nicht als Sorte angeführt, sondern ist ein Synonym der Sorte Bouvier.
- Ein weiterer Findling ist eine Mutation vermutlich aus Müller-Thurgau. Die Unterschiede sind früherer Reifezeitpunkt, niedrigere Erträge und höheres Mostgewicht. Eine DNA-Bestimmung ist aber noch nicht erfolgt.[3]
- Die Sorte Findling von Muhen mit einer dunkelroten Beerenfarbe stammt aus der Schweiz und ist benannt nach der Gemeinde Muhen im Bezirk Aarau im Kanton Aargau.[4] Sie wurde von einer Schweizer Hobby-Ampelographin gefunden. Die Rebe besitzt ein eigenständiges DNA-Profil, das sich von Müller-Thurgau unterscheidet. Die Abstammung (Elternschaft) ist aber unbekannt. Die Sorte ist in der internationalen Rebsortendatenbank (VIVC) gelistet mit der VIVC Nr. 41572.[5]